# Peckhamia argentinensis
Peckhamia argentinensis là một loài nhện trong họ Salticidae.
Loài này thuộc chi Peckhamia. Peckhamia argentinensis được María Elena Galiano miêu tả năm 1986.